# کمیته پزشکان برای پزشکی مسئولانه
کمیته پزشکان برای پزشکی مسئولانه (به انگلیسی: Physicians Committee for Responsible Medicine) (به اختصار PCRM) یک نهاد غیر انتفاعی واقع در واشینگتن، دی.سی. می باشد که به ترویج و گسترش رژیم غذایی گیاهخواری مطلق (به انگلیسی : veganism) می پردازد . همچنین این نهاد در پی ارج نهادن و بهاء دادن حداکثری به مقوله اخلاقیات در پژوهش های علوم پزشکی می باشد و در این راستا با آزمایش روی جانوران مخالفت ورزیده و به معرفی و گسترش روش‌ها و جایگزین‌های آزمایش روی جانوران می‌پردازد .  ، 